# Airport Transit System

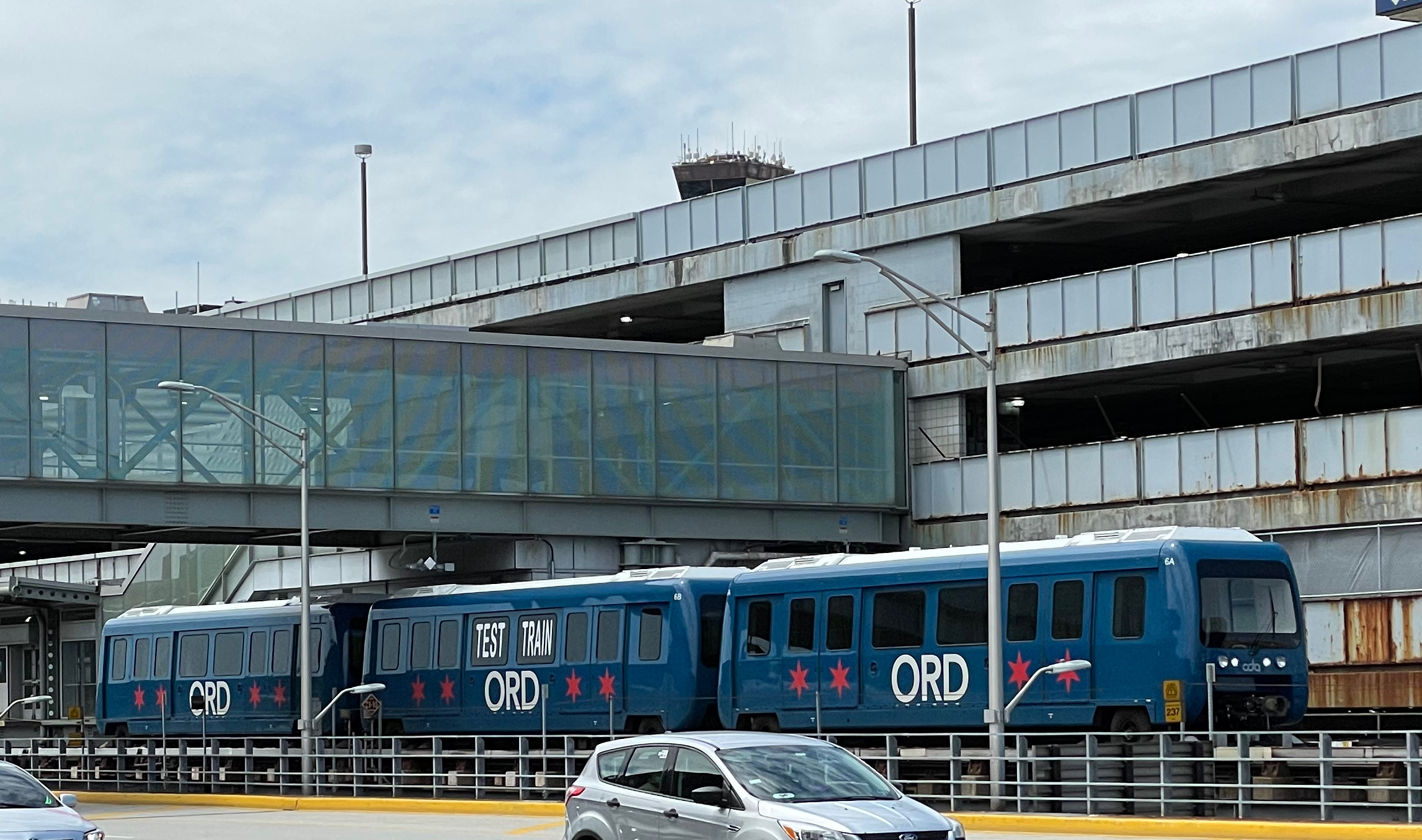
Une rame APM 256.

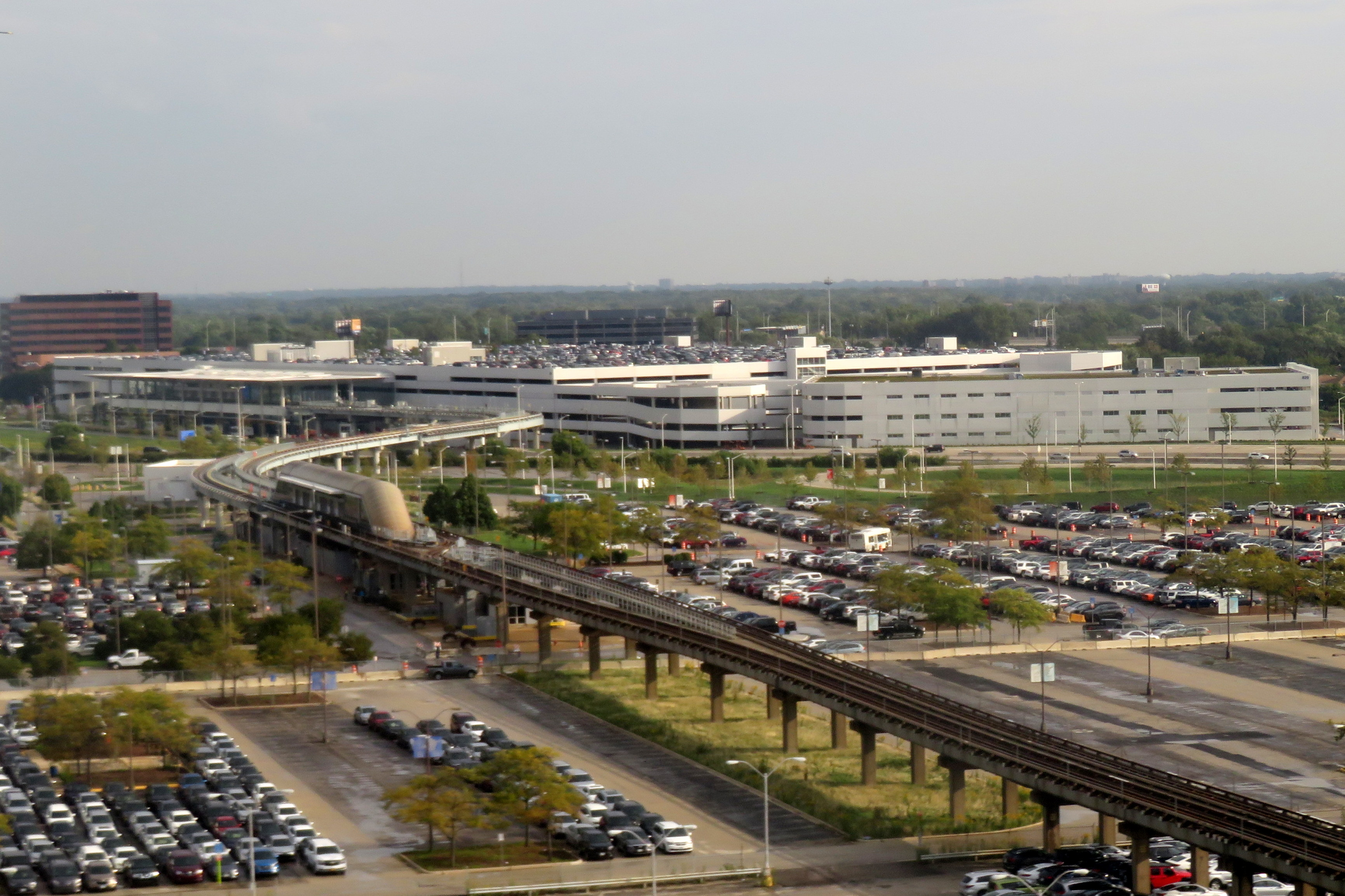
Vue de la ligne aérienne de l'ATS.

Pour les articles homonymes, voir ATS.
L'Airport Transit System ou ATS est une navette automatique située dans l'enceinte de l'aéroport international O'Hare à Chicago, dans l'Illinois. Devenu opérationnel le 27 mai 1993, la ligne est longue de 4,8 kilomètres et peut transporter jusqu'à 2 400 passagers par heure. L'ATS est sous la gestion du Chicago Airport System.
L'ATS fonctionne 24 heures par jour et les navettes sont gratuites. Il assure la desserte des terminaux ainsi que des parkings de l'aéroport. Chaque station est accessible pour les personnes à mobilité réduite et possède des fonctionnalités d'accès aux ascenseurs. Les stations sont toutes climatisées et équipées de portes palières.
Le système a été fermé de 2019 à 2021, afin de subir une importante rénovation pour un coût de 90 M $. À cette occasion la ligne a été prolongée d'une station et le matériel roulant a été remplacé.

## Tracé et stations
Le système commence à la porte 1, qui est située à l'intérieur du terminal domestique de l'aéroport, il fait une boucle dans le sens contraire des aiguilles d'une montre pour desservir les portes 2 et 3. Le parking A est accessible depuis trois des stations du système, de même que la station O'Hare du métro de Chicago sur la ligne bleue de la Chicago Transit Authority (CTA). Les parkings B et C sont accessibles seulement depuis les stations des portes 1 et 3. Après avoir effectué une boucle dans le terminal domestique, l'ATS se dirige vers l'est jusqu'à la porte 5, le terminal international de l'aéroport et rejoint ensuite le parking D. Depuis 2021, la ligne poursuit d'une station supplémentaire en viaduc pour desservir le parking E.

## Flotte

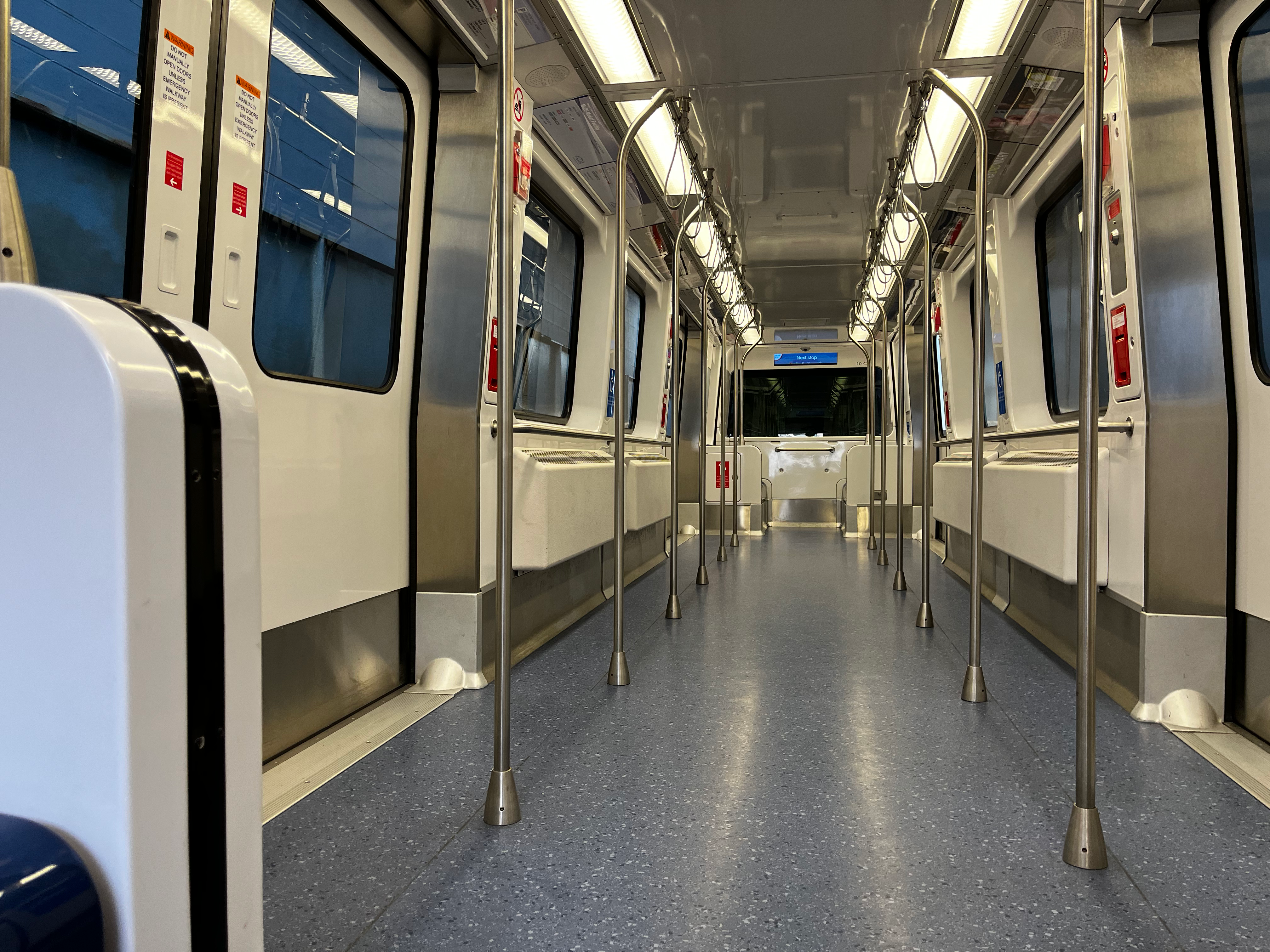
Intérieur d'une rame APM 256.

L'ATS utilisait de 1993 à 2019 le modèle français VAL 256, qui possède un système entièrement automatisé de voitures sur pneumatiques. Les trains, composés de deux voitures, étaient capable de voyager à des vitesses allant jusqu'à 80 km/h. Initialement, l'aéroport possédait 13 véhicules mais a fait l'acquisition en 1996 des 2 éléments supplémentaires provenant du Skyway de Jacksonville. Seuls 12 éléments étaient utilisés simultanément. Avec la ligne Muzha du métro de Taipei il était le seul réseau à utiliser le VAL 256.
L'ATS a été fermé de 2019 à 2021 afin de connaître d'importants travaux de rénovation. À cette occasion les VAL 256 ont été réformés et remplacés par une nouvelle flotte de 12 rames tri-caisses Innovia APM 256 construite par Bombardier. Le même matériel circule à Taipei en complément du VAL 256.
| Numéros | Composition            | Modèle          | Mise en service | Retrait | Particularités                                                              |
| ------- | ---------------------- | --------------- | --------------- | ------- | --------------------------------------------------------------------------- |
| 01-13   | Monocaisse             | VAL 256         | 1993            | 2019    | Exploitation en unité multiple.                                             |
| 14-15   | Monocaisse             | VAL 256         | 1987            | 2019    | Exploitation en unité multiple, achetées d'occasion à Jacksonville en 1996. |
| 01-12   | 1A+1B+1C à 12A+12B+12C | Innovia APM 256 | 2021            | -       |                                                                             |